# Jabwor

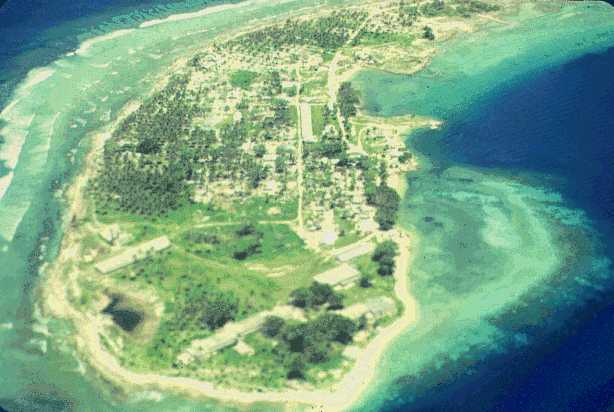
Luftbild des Jaluit Atolls, 1978

Jabwor (auch: Jaboru) ist der Hauptort des Jaluit-Atolls der Ralik-Kette auf der Insel Jaluit im ozeanischen Staat der Marshallinseln (RMI).

## Geographie
Der Ort liegt auf der Nordspitze der langgezogenen Insel, nördlich des Jaluit Airport. Außerdem befindet sich an der Jaluit Anchorage das Sydney Pier im Innern der Lagune und die ehemaligen Regierungsgebäude. 2010 wurden 500 Einwohner gezählt.
Im Ort liegen auch das historische Jabor German Marshalls colonial headquarters und das Jabor Japanese Navy Headquarters aus dem Zweiten Weltkrieg sowie die Jaluit High School.
Southeast Pass und Blind Passage trennen das Motu hier von den Inseln Kabbenbock und Enybor.

## Religion
Im Ort gibt es Kirchen der Heilsarmee (The Salvation Army Jabor Corps) und der Jarin Rarik Dron (Jabor United Church of Christ).

## Geschichte
Die Inselgruppe wurde 1809 von Kapitän Patterson für Europa entdeckt und zunächst auf den Namen Bonham Islands getauft. Bartholomäus von Werner, der Kommandant der Ariadne, machte Jaluit am 29. November 1878 zu einer deutschen Handelsstation der Hamburger Deutschen Handels- und Plantagen-Gesellschaft, die später in die Jaluit-Gesellschaft überging. Die Inseln wurden Sitz eines deutschen Konsulats, mit der Flaggenhissung am 15. Oktober 1885 wurden die Marshallinseln deutsche Kolonie und gehörten ab 1906 offiziell zu Deutsch-Neuguinea.
1886 wurde ein Kaiserliches Gericht in Jaluit und 1890 dort ein kaiserliches Obergericht für die Marshallinseln gebildet. 1906 wurde das Kaiserliche Gericht in ein Bezirksgericht umgewandelt und das Obergericht abgeschafft. Gericht zweiter Instanz war nun das Kaiserliche Obergericht in Neuguinea. 1911 wurde das Bezirksgericht in Jaluit aufgehoben. Nun war das Bezirksgericht Ponape auch für die Marshallinseln zuständig. Die Trennung der Rechtsprechung von der Verwaltung war dabei nicht gegeben. Richter der ersten Instanz war der Sekretär, Richter der zweiten Instanz der Kommissar, später der Landeshauptmann. Die Beisitzer des Gerichtes wurden aus dem Kreis der ortsansässigen Weißen bestimmt. Das Gericht war für die Weißen zuständig und urteilte nach dem Recht des Deutschen Reiches. Für die Eingeborenen bestanden Eingeborenengerichte, die nach den traditionellen Regeln Recht sprachen.
Nach Ausbruch des Ersten Weltkriegs erschienen fünf japanische Kriegsschiffe vor Jaluit und landeten Truppen an. Die Insel wurde kampflos besetzt und am 14. Oktober 1914 die japanische Flagge aufgezogen.
Während des Pazifikkriegs stationierten die Japaner eine Wasserflugzeugstaffel auf der Insel, die im November 1943 mehrfach von amerikanischen B-24 bombardiert wurde. Nach dem Krieg gehörten die Inseln zum Treuhandgebiet Pazifische Inseln der USA im Auftrag der Vereinten Nationen.
1979 wurden die Marshallinseln unter einem Assoziierungsabkommen mit den USA unabhängige Republik. Vollständige formale Unabhängigkeit erreichten die Marshallinseln nach internationalem Recht 1990.

## Klima
Das Klima ist tropisch heiß, wird jedoch von ständig wehenden Winden gemäßigt. Ebenso wie die anderen Orte der Jaluit-Gruppe wird Jabwor gelegentlich von Zyklonen heimgesucht.